# 285 Regina
Regina (asteroide 285) é um asteroide da cintura principal com um diâmetro de 45,13 quilómetros, a 2,4358733 UA. Possui uma excentricidade de 0,209266 e um período orbital de 1 974,83 dias (5,41 anos).
Regina tem uma velocidade orbital média de 16,96995112 km/s e uma inclinação de 17,62486º.
Esse asteroide foi descoberto em 3 de Agosto de 1889 por Auguste Charlois.